# تام جونز (رمان)
«تام جونز» (انگلیسی: The History of Tom Jones, a Foundling) یک کتاب طنز از هنری فیلدینگ نمایش نامه نویس و نویسندهٔ انگلیسی است که عنوان اصلی آن سرگذشت تام جونز کودک سر راهی است و اغلب به سادگی و با همان نام کوتاه تام جونز شناخته می‌شود، کتاب یک رمان تربیتی و یک رند نامه است، نخستین بار در تاریخ ۲۸ فوریه ۱۷۴۹ در لندن منتشر شد و با استقبال بسیار زیادی مواجه شد، فیلدینگ از بابت حق‌التألیف مبلغ ۷۰۰ پوند از ناشر دریافت کرد که در آن زمان مبلغ عظیمی بود، تام جونز یکی از قدیمی‌ترین کتاب‌های نثر انگلیسی است، اولین بار سامرست موام در سال ۱۹۴۸ از این رمان به عنوان ۱۰ رمان برتر جهان یاد کرد

## شرح کوتاهی بر کتاب
کتاب تام جونز ماجرای کودکی نامشروع و سر راهی است و بیانگر حوادث و ماجراهایی است که بر او می‌گذرد، گسترش داستان در صفحات ابتدایی تا حدودی به دلیل معرفی شخصیت‌های قصه کمی کُند است اما بعد از آن همه چیز ساده و روان می‌گردد، تام جونز وقتی سر و کله اش در رختخواب و خانهٔ آقای آلورتی پیدا می‌شود، مهرش به دل این مرد افتاده و از آن پس پسرخواندهٔ او به حساب می‌آید. آقای آلورتی با همشیرهٔ خود دوشیزه برژیت زندگی می‌کند چرا که آقای آلورتی همسر خود را از دست داده و همشیره‌اش هنوز ازدواج نکرده و مجرد است، از آن طرف برژیت خانم با مردی ازدواج کرده و از او صاحب فرزندی به نام بلایفیل می‌شود که هم‌بازی و رغیب همیشگی و حتی عشقی تام جونز است. تام و بلایفیل که هر دو عاشق دختر همسایهٔ خودشان به نام سوفیا شده‌اند و ماجراهایی پیش می‌آورند که این کتاب فیلدینگ را خواندنی تر می‌نماید، یک نکته که دربارهٔ کتاب باید به آن توجه داشت این است که کتاب در قرن هفدهم و برای مردمان آن روزگار نوشته شده و در این مدت هنر داستان‌نویسی و زندگی اجتماعی تغییرات زیادی را از سر گذرانده،

## هنر فیلدینگ در نگارش کتاب
هنری فیلدینگ در این کتاب از مطلق گرائی پرهیز دارد، شخصیت‌های ساخته و پرداخته اش انسان‌هایی هستند دمدمی مزاج، مثل تام جونز که هر چند به سوفیا عشق می‌ورزد و اگر چه این عشق بی شائبه است، با این همه هر جا و هر گاه به زن زیبا و رامی برمی‌خورد، بدون احساس ناراحتی وجدان با او به بستر می‌رود. بدون آنکه ذره‌ای از عشقش به سوفیا کاسته شده باشد، قهرمان کتاب فیلدینگ هر چند انسان متقی نیست ولی شهوتران هم نیست، و مثل بیشتر شوهرها، کارش را که کرد به خانه می‌آید.

## واژگان
1. ↑  W. Somerset Maugham
2. ↑  Allworthy
3. ↑  Bridget